# Denis Foulechat
Denis Foulechat est un frère franciscain actif dans la seconde moitié du XIVe siècle. En 1372, il achève sa traduction française du Policraticus de Jean de Salisbury, effectuée à la demande du roi de France Charles V.